# Pietro Antonio Lorenzoni
Pietro Antonio Lorenzoni, auch Peter Anton Lorenzoni (* 25. August 1721 in Cles; † 16. August 1782 in Salzburg) war ein italienischer Maler, der in Salzburg tätig war.

## Leben
Lorenzoni wurde im Trientiner Nonstal als Sohn eins Schmiedes geboren. Er verbrachte einige Zeit in Rom und war später Schüler von Paul Troger. Durch den kunstfördernden Grafen Franz Laktanz von Firmian kam er nach Salzburg, wo er unter Erzbischof Sigismundus Christoph von Schrattenbach Hofmaler wurde. Er bildete den Maler Johann Nepomuk della Croce aus und starb sehr vermögend im 2. Stock des Schlossermeister-Hauses am Mönchsberg. Zu seinen Schülern zählte sein Neffe Johann Baptist Lampi der Ältere.
Lorenzoni war im Erzbistum Salzburg sehr aktiv und fertigte eine Vielzahl von Altarblättern an, viele seiner Werke sind auf Salzburger Friedhöfen. Bekannt sind auch seine Bildnisse der Familie Mozart.

## Werke
Altarbilder
- Annaberg

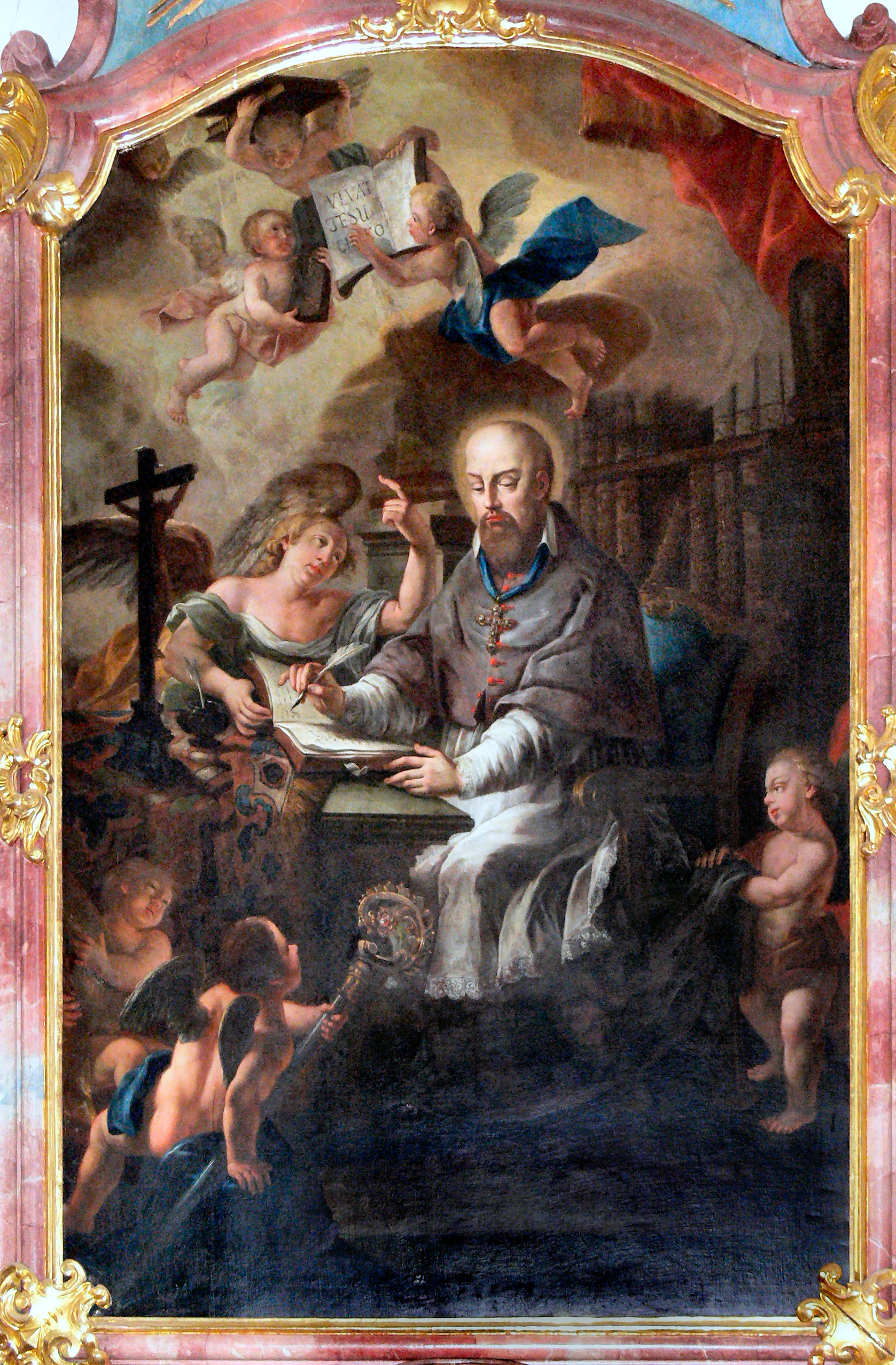
Rechtes Seitenaltarbild Hl. Franz von Sales in seiner Studierstube, Pfarrkirche Strobl (1760)

- Pfarrkirche St. Jakobus der Ältere, Buchbach bei Mühldorf am Inn

Porträt der Maria Anna Mozart (um 1760)

- Itter
- Kloster Nonnberg
- Köstendorf
- Marienberg bei Burghausen
- Salzburg – Mülln
- St. Georgen bei Salzburg
- St. Gilgen
- St. Peter in Salzburg
- Strobl
- Zell am See

Porträts
- Selbstporträt
- Dominicus Beck
- Mozart-Familie
- Siegmund Graf von Schrattenbach